# José Suárez González
José Suárez González (Sevilla 10 de abril de 1911 - Sevilla 28 de enero de 1967), apodado «Peral», fue un futbolista sevillano que jugó como defensa central y mediocentro en el Real Betis Balompié entre 1929 a 1944, siendo uno de los jugadores más importantes en los primeros cuarenta años del club bético.

## Trayectoria

### Real Betis Balompié
Llegó al Real Betis en 1928 procedente del Triaca, histórico club del barrio de San Bernardo, jugó en la cantera del Betis debutando con el primer equipo en un partido amistoso contra el Sporting de Córdoba en octubre de 1929. Disputó su primer partido oficial contra el Iberia de Zaragoza en febrero de 1930.
A partir de ahí comienza una larga vida deportiva como futbolista del conjunto verdiblanco, con el que viviría los grandes éxitos de la primera mitad de los años 30: la Final de Copa de 1931 contra el Athletic Club, la Final del Campeonato Regional del Sur en 1932 contra el Sevilla FC, el ascenso a Primera División en 1932 y el campeonato de Liga de 1935. Peral pasó de ser defensa central a convertirse en el eje del mediocampo bético, siendo un jugador indiscutible, junto a grandes futbolistas de la talla de Soladrero, Gómez, Timimi Urquiaga, Unamuno o Larrinoa. Peral fue varias veces pretendido a lo largo de su carrera por grandes equipos españoles como el Real Madrid y el Athletic Club de Bilbao, pero al final siempre decidió quedarse en el club verdiblanco, pues su compromiso con el club que apostó tanto por él era mucho más alto, además de que sabía que en esos grandes equipos jamás encontraría la titularidad. 
Cuando se reiniciaron las competiciones oficiales tras el fin de la Guerra Civil Española, Peral fue uno de los jugadores fijos en las alineaciones de un Betis muy renovado que por desgracia descendió a Segunda en 1940, aunque dos años después recupera la categoría. Cuando en el verano de 1942 parece que va a retirarse al final renueva por el Betis y juega así la campaña 1942-43 de nuevo en Primera División, que se saldó con un nuevo descenso. Ya en Segunda en su última temporada intervinó muy poco, y en septiembre de 1944 recibe un partido homenaje frente al Real Murcia.

### Entrenador
En los inicios de la temporada 1944-45 fue entrenador del Calavera, entonces filial del Real Betis. En diciembre de 1944 se hizo cargo del primer equipo, ante la dimisión de Andrés Aranda. Posteriormente tuvo que hacerse cargo también del Betis en la última jornada de la temporada 1946-47 en un partido en El Sardinero en el que se certificó el descenso a la Tercera División, teniendo que hacerse de nuevo cargo del club en la temporada 1948-49 tras la dimisión del entrenador José Quirante al no haber conseguido ascender la temporada anterior a Segunda, el Betis empezó la temporada en una situación al borde del abismo, con una plantilla muy corta y rozando los puestos de descenso, pero finalmente Peral consiguió remontar la situación y dejar al club octavo tras ganarle por 4-1 a la UD Melilla en la última jornada en casa.   
En la temporada 1954-55 estaría de segundo entrenador en el Recreativo de Huelva, que por aquel entonces militaba en Tercera División, consiguiendo el ascenso directo a la Segunda División en la temporada 1956-57, aunque en la temporada siguiente el club onubense volvería a descender.
En la temporada 1963-64 fue nombrado preparador físico del cuerpo técnico de Domènec Balmanya que dejaría al Betis 3º en Primera División, siguiendo en el cargo hasta su muerte en 1967.

## Registros
A lo largo de sus 15 años en el Betis Peral disputó un total de 164 partidos de Liga, marcando  un gol con el primer equipo y 2 con el equipo filial, 60 de Copa, obteniendo un gol, 69 del Campeonato de Andalucía, consiguiendo 2 goles, 5 partidos de la Copa Regional del Centro, un partido en Copa Ibérica, 87 amistosos, en los que marcó 1 gol, 4 partidos con la selección andaluza y 2 partidos con la selección española nacional, aunque no recocidos oficialmente al haberse disputado durante la guerra civil española, cuando la selección que se formó en el bando nacional no era aún reconocida por la FIFA